# 平重衡
平重衡（1157年—1185年）是平安時代末期的武將、公卿和歌人。他是平清盛的第五子，為清盛的繼室二位尼（平時子）所生。位階原為從三位，後陞正三位，因此被稱為三位中將。根據《玉葉》記載，平重衡擅長和歌，文采出眾，武藝高強，勇力過人。而且相貌堂堂，因此被比作「牡丹」。同時，平重衡在源平合戰中也是平家的重要將領，曾多次擊敗源氏。
平重衡出生時正值伊勢平氏政治權力達到巔峰的時刻。6歲時（1162年）即被敘為從五位下的官階，次年被封尾張守。1179年又陞任左近衛權中將。此時，因平家的權勢日益增大而受到後白河法皇的猜忌。1179年3月，內大臣重盛因病辭職，法皇的寵臣藤原成親即發動鹿谷事件，欲除平家。但被平清盛發現，將成親逮捕流放。11月幽閉法皇，遷法皇於鳥羽北殿，廢止了院政。在此事件中，重衡作為平家的使者，向法皇通報了藤原成親謀反一事。
治承四年（1180年）5月，以仁王與源賴政聯合天下源氏，舉兵反對平家。重衡被平清盛派往鎮壓。治承四年12月（1181年1月），重衡率軍攻打支持以仁王的南都諸寺，與僧眾交戰，燒毀了園城寺、興福寺、般若寺。這次事件後來被稱作「南都燒討」，被當作平家最大的惡行之一，平重衡也因此被南都的僧眾刻骨仇視。
治承五年（1181年）3月，源行家趁平清盛逝世之際攻打平家。在墨俁川之戰中，平重衡率領平家武士大敗源氏，殺死「卿公」義圓，暫時阻擋了源氏的進攻。
壽永二年（1183年）5月，平家在俱利伽羅峠中大敗後，放棄了京都。平重衡追隨宗盛出城。平家在屋島站穩了腳跟，在此期間，重衡在戰場上非常活躍。同年10月，他在水島之戰中擊斃源氏的足利義清；11月又在室山之戰中打敗源行家，給了木曾義仲以沉重打擊。義仲不得不派兒子源義基為人質，與源賴朝聯盟。翌年正月，賴朝派蒲冠者源範賴、九郎判官源義經支援義仲。
此間，平家曾一度自攝津、福原出兵，欲奪回京都；但同年2月，平家在一之谷遭範賴、義經的重創。重衡在逃跑中跨下之馬中箭，為源氏所俘。隨後被押解進京，由土肥實平看守。後白河法皇遣藤原定長為使，希望以釋放重衡為條件，換取被平家據有的三神器，但被平宗盛斷然拒絕。同年3月，重衡被解往鐮倉。源賴朝對平重衡的才器甚為尊重，差妻子北條政子的侍女千手之前伺候重衡。
元曆二年（1185年）3月，平家在壇之浦為源氏所滅，重衡之妻藤原輔子被俘。同年6月，應南都僧眾的強烈要求，平重衡被引渡到南都，於木津川畔斬首。他的首級被號令於般若寺門前示眾，屍身則被藤原輔子帶往高野山安葬。重衡死後，其妻藤原輔子隨建禮門院隱居並出家為尼。而千手之前得知重衡的死訊後亦因思念而死。
今京都府木津川市木津宮之裏的安福寺建有平重衡的供養塔。